# Nury Guarnaschelli
Nury Guarnaschelli (* 15 de noviembre de 1966, Santa Fe, Argentina) es una trompista argentino- austriaca de relevancia internacional.
Colabora actualmente regularmente con la Filarmónica de Berlín , Sinfónica de Göteborg , Filarmónica de Stuttgart, Tonhalle Zürich entre otras orquestas.
Desde el año 2008 es directora y profesora de corno ( trompa) en la Brass Academy Alicante, institución que fundó en el año 2008 para ayudar a
jóvenes a perfeccionarse en sus instrumentos de metal y lograr sus objetivos profesionales.
Comenzó sus estudios de trompa con su abuelo, perfeccionándose con Guelfo Nalli en Buenos Aires a partir de 1979, su debut como solista se produjo a los 12 años con la Orquesta Sinfónica de Santa Fe interpretando el Concierto N.º 1 de Mozart.
Posteriormente y hasta la fecha tuvo y tiene actividad intensa como solista y en música de cámara.
En 1981 ganó el concurso de jóvenes solistas del Mozarteum Argentino.
Estudió luego en Nueva York con Antonio Iervolino y Berlín con una Beca Karajan con Gerd Seifert donde finalizó sus estudios en Hochschule der Künste Berlin.
Entre 1984-88 fue suplente en la Orquesta Filarmónica de Berlín y en la Deutsche Oper Berlin y luego como titular en la Orquesta Filarmónica de Stuttgart y en la en Orquesta de la Radio y Televisión de Viena  ( RSO WIEN ) fue trompa solista durante 16 años. 
En 1989 fue premiada con el Premio Konex a la música clásica y en 1991 ganó el primer premio del concurso internacional de corno francés en Cittá di Porcia e Alpe Adria.
Ha grabado CD con el quinteto Viena Brass , el Ensemble Reihe y el cuarteto Signum de Colonia( Alemania).
Dio clases en el conservatorio de Wiener Neustadt( Austria) y en numerosos Masterclass internacionales.
Actualmente reside en Alicante, España en donde es profesora de trompa (corno) , repertorio orquestal y música de cámara en la Brass academy Alicante ( Brass Academy Alicante)
El 27 de octubre de 2006, interpretó con la "Orchestra Fiati delle Marche", en Senigallia, el Concierto N.º 1 y N.º 4 de Mozart. 